# توماس بلیک گلاور
توماس بلیک گلاور (انگلیسی: Thomas Blake Glover؛ ۶ ژوئن ۱۸۳۸ – ۱۶ دسامبر ۱۹۱۱) یک بازرگان اهل بریتانیا بود. وی در طی دوره میجی در ژاپن مقیم بود.